# Passage du Doyenné
Le passage du Doyenné est situé à Montluçon (France).

## Localisation
Le passage est situé sur la commune de Montluçon, entre la rue du Doyenné et la place Notre-Dame, dans le département de l'Allier, en région Auvergne-Rhône-Alpes.

## Description
Voûte en croisée d'ogives surplombant l'entrée de la rue du Doyenné, du côté de la place Notre-Dame. Bâtie sur plan carré, légèrement trapézoïdal, mesurant environ quatre mètres de côté. Les nervures sont formées d'un tore se dégageant dans une gorge ; les doubleaux, d'un large filet et de boudins d'angle se dégageant dans des gorges. Les retombées se font sur des corbeaux sculptés, deux d'entre eux présentant des têtes encadrées de bras aux mains levées, supportant la tablette sur laquelle repose le sommier des arcs.

## Historique
La voûte réunissait les bâtiments du chapitre de Saint-Nicolas, bâtis de part et d'autre de la rue du Doyenné, entre 1250 et 1300.
Le passage est inscrit partiellement au titre des monuments historiques par arrêté du 13 février 1926.

## Galerie

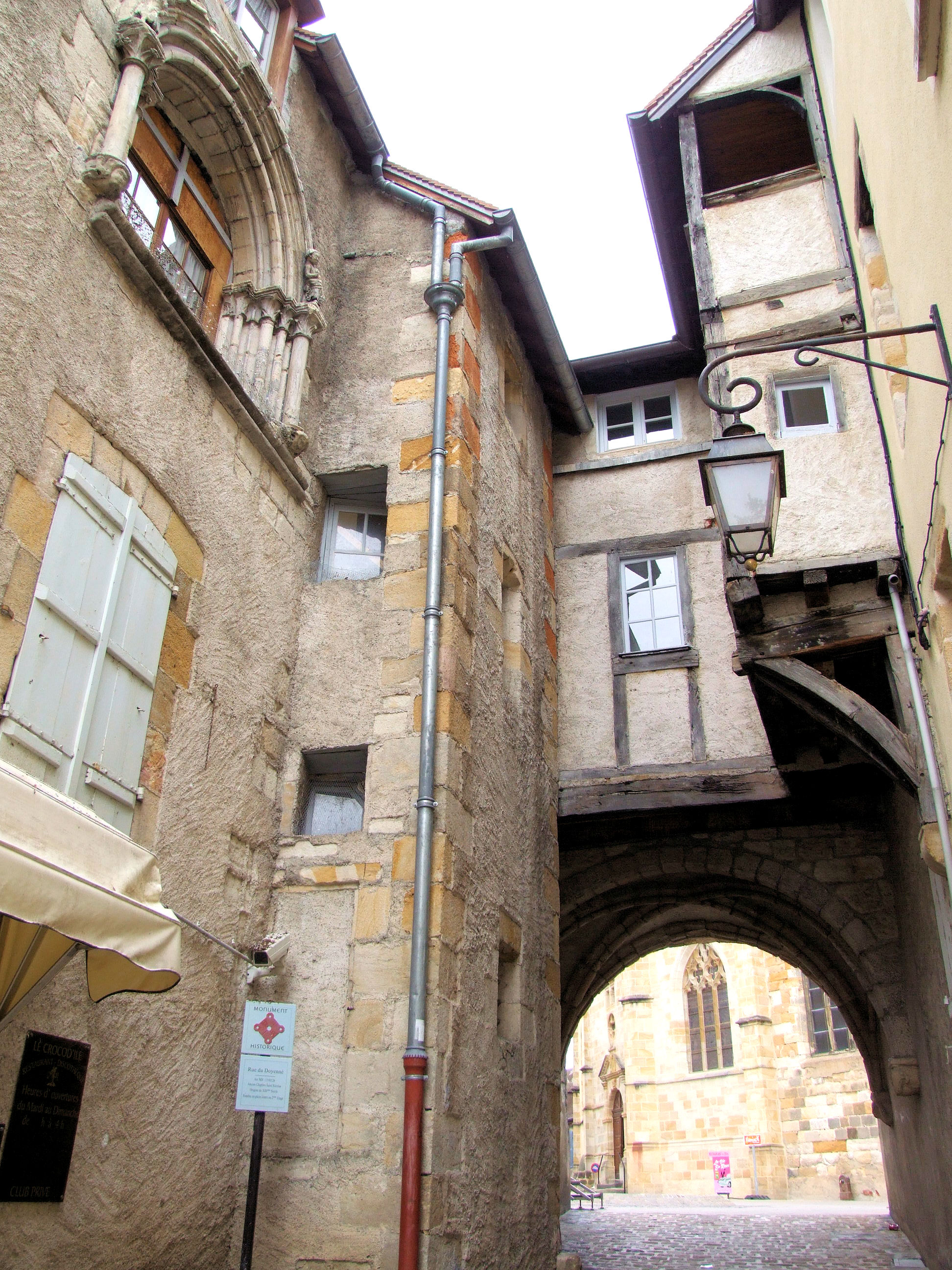
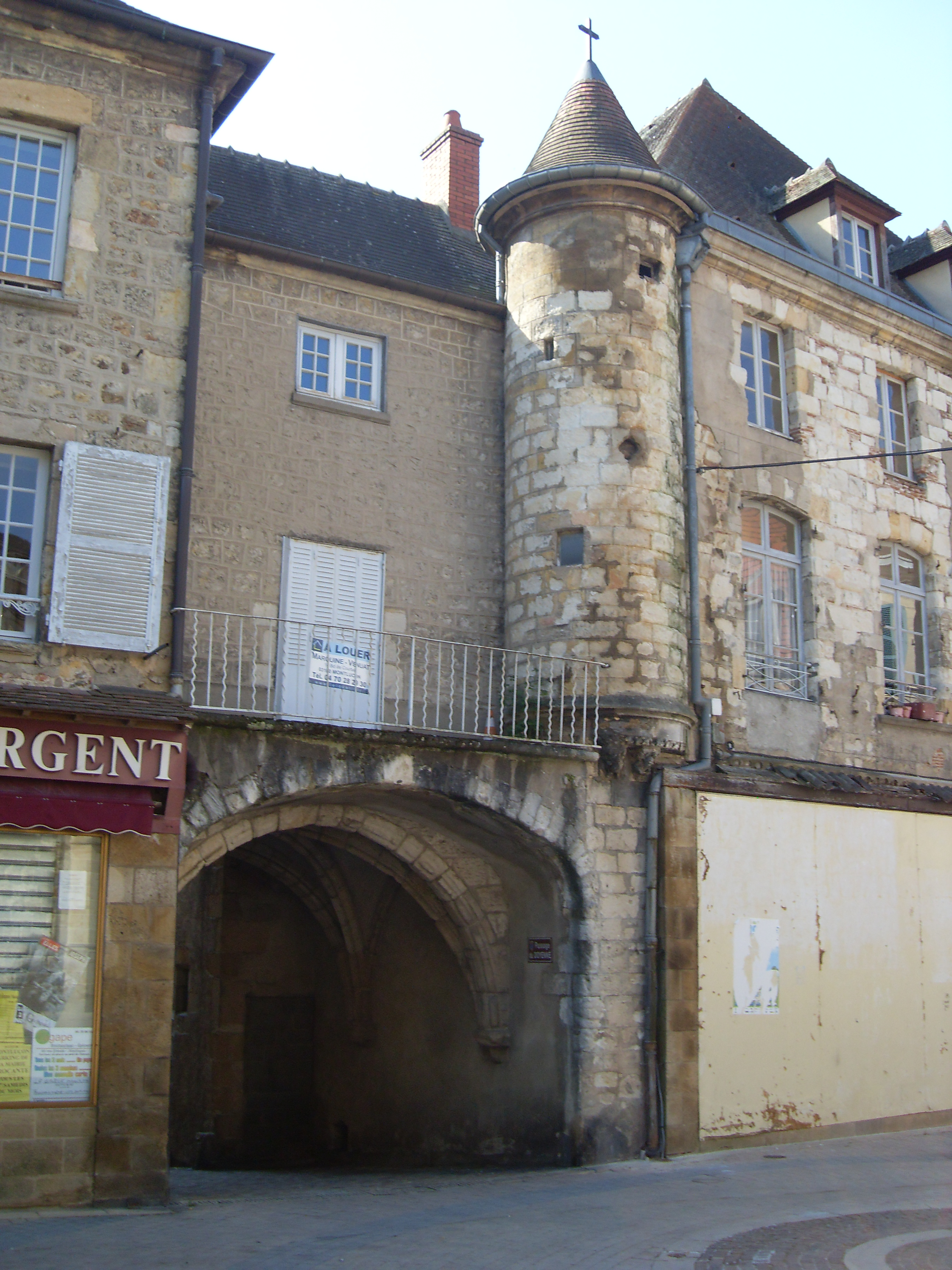
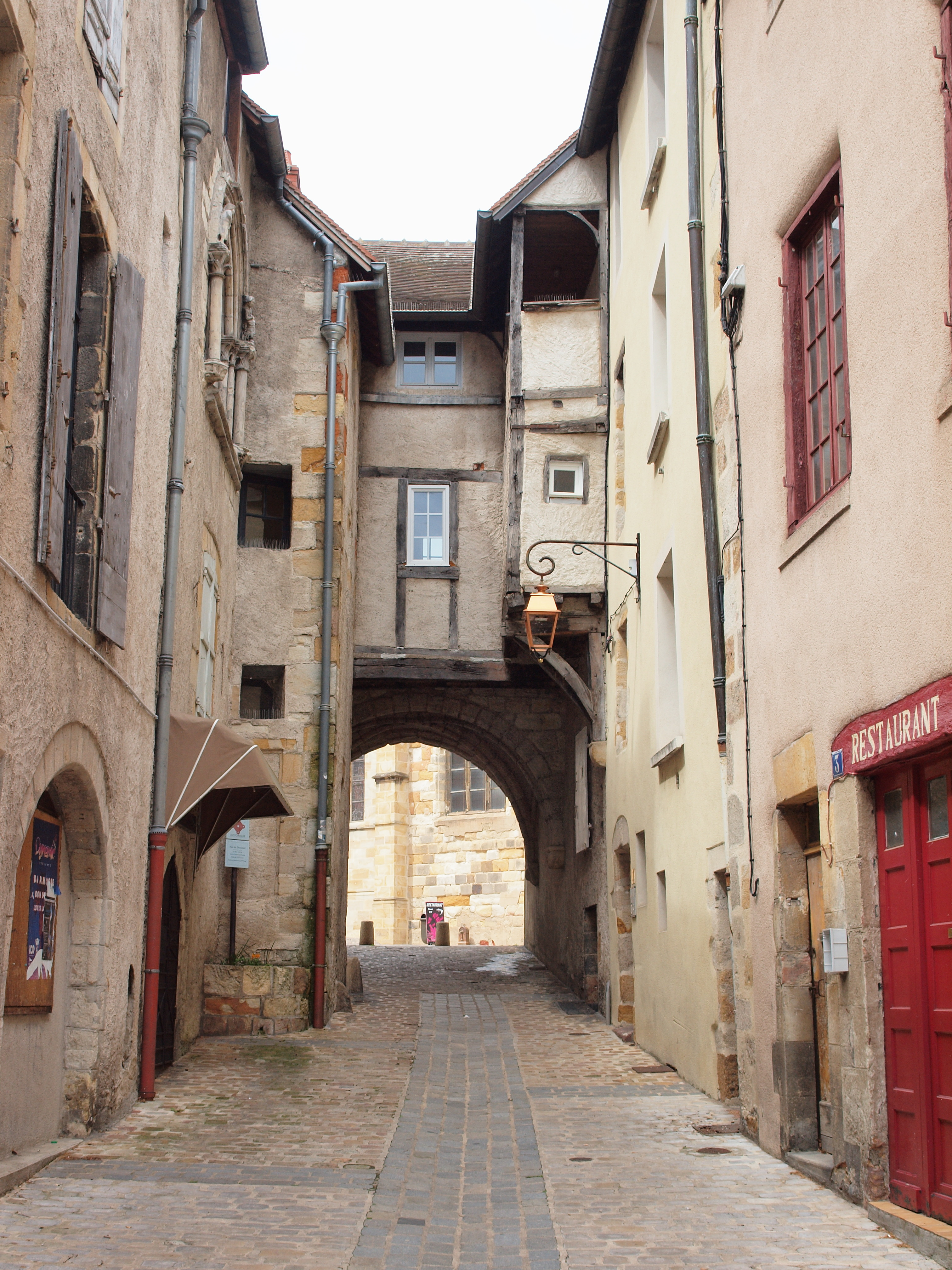
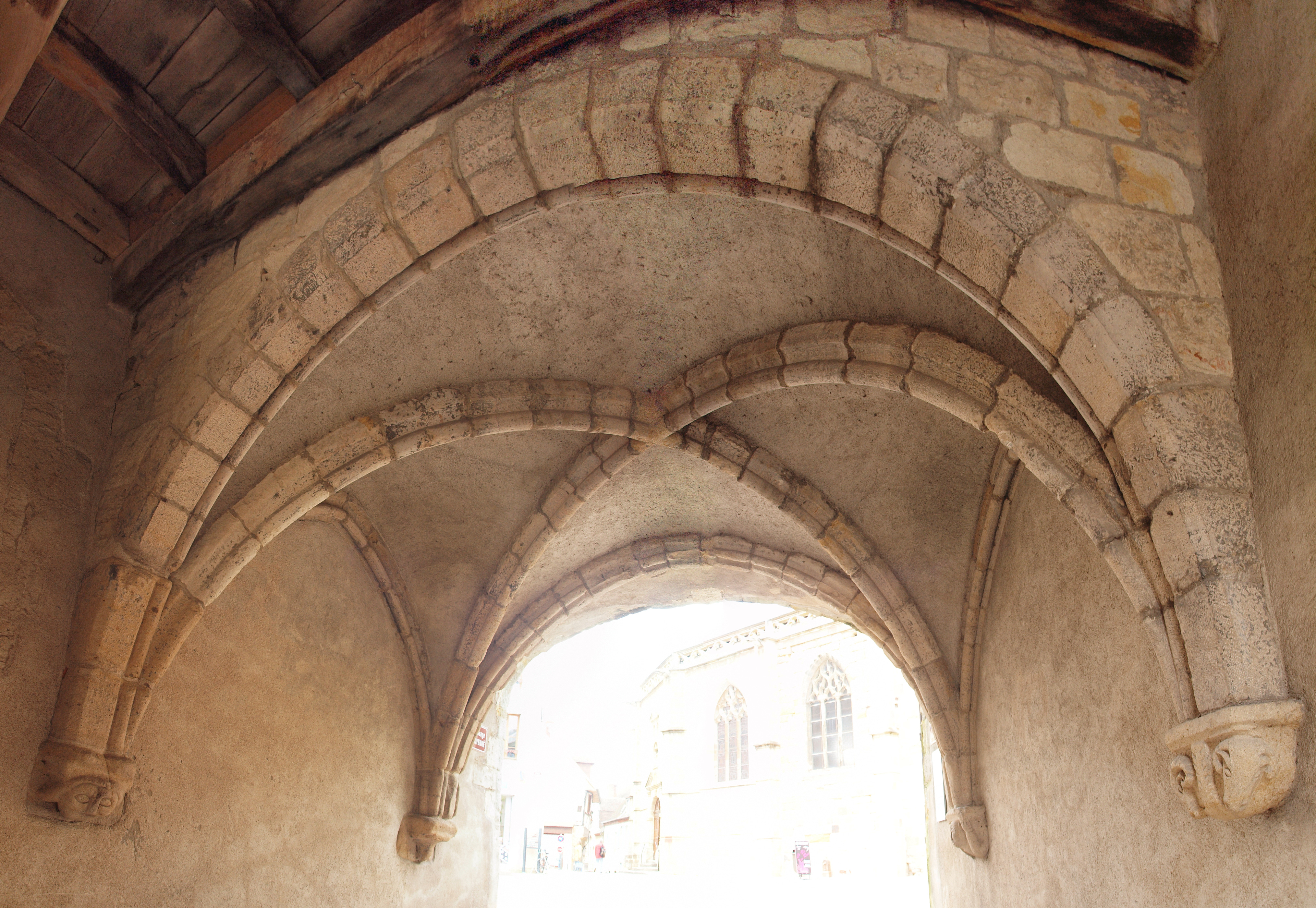
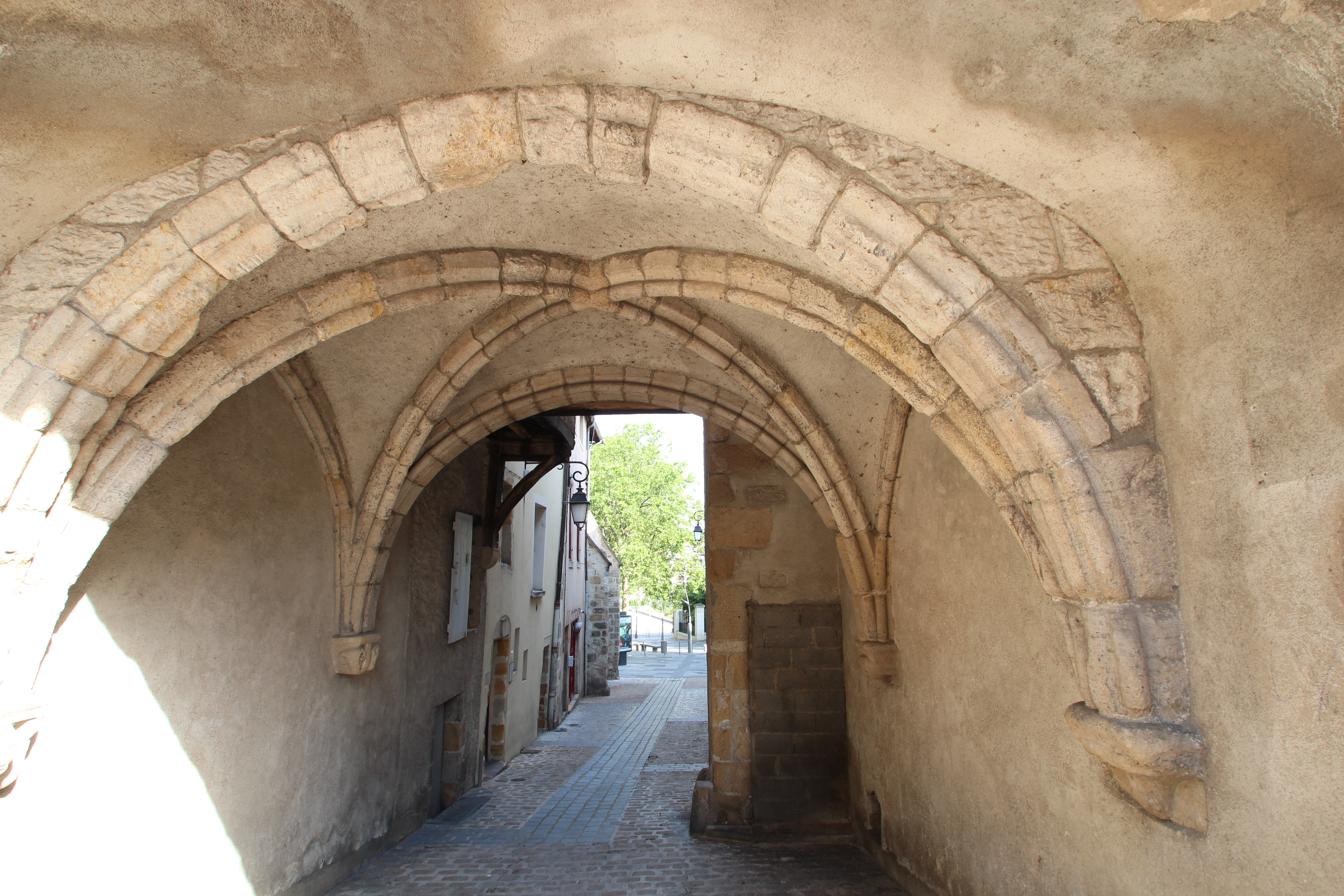
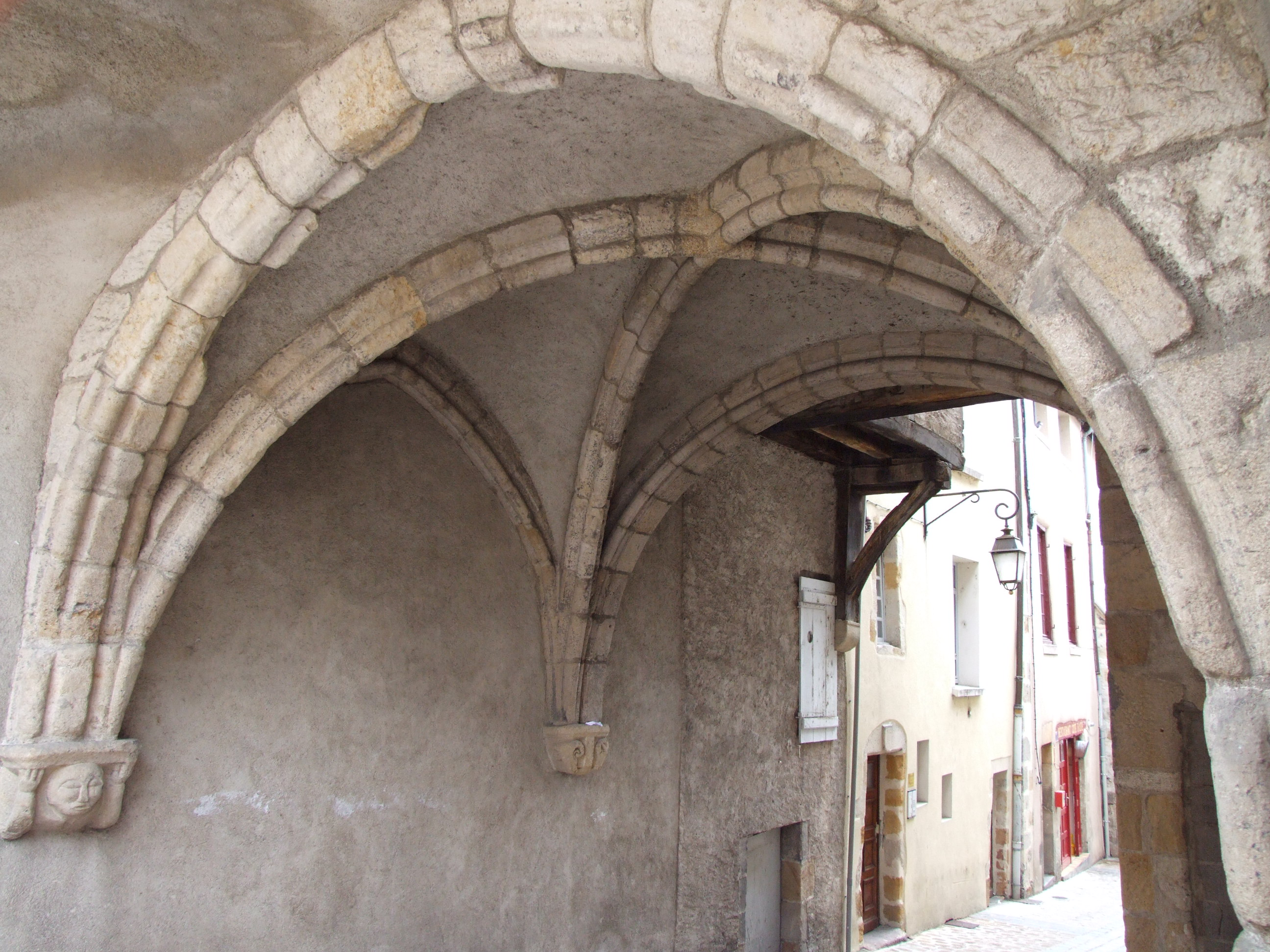

## Protection
Élément protégé : la voûte.